# Разделяне на териториите
„Разделяне на териториите“ (на английски: Continental Divide) е американски филм от 1981 година, романтична комедия на режисьора Майкъл Аптед по сценарий на Лорънс Касдан.
В центъра на сюжета е неочакваната любовна връзка между известен разледващ журналист от Чикаго и живееща в изолация в планините изследователка на белоглавите орли. Главните роли се изпълняват от Джон Белуши, Блеър Браун, Алън Гарфийлд, Карлин Глин.
За своята роля в „Разделяне на териториите“ Браун е номинирана за „Златен глобус“ за най-добра актриса в мюзикъл или комедия. Това е и първият филм на успешната през следващите години филмова компания „Амблин Ентъртейнмънт“.